# Central Uruguay Railway

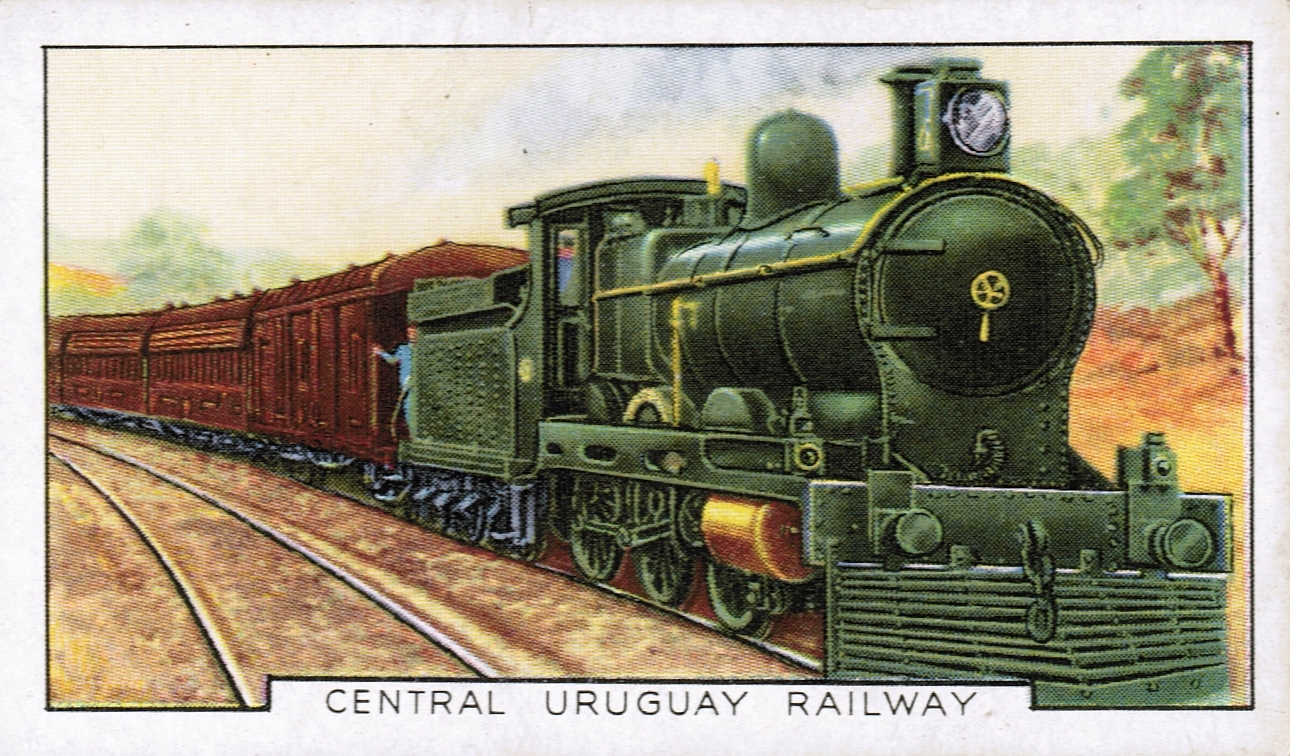
Sammelkarte mit Zug der CUR

Die Central Uruguay Railway (abgekürzt: CUR, spanisch Ferrocarril Central del Uruguay) war eine britische Eisenbahngesellschaft mit Sitz in London, die in Uruguay von 1878 bis 1949 das größte Streckennetz des Landes aufbaute und betrieb.

## Geschichte

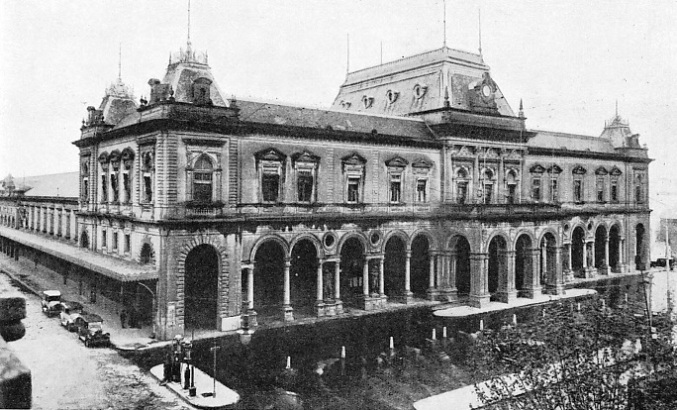
Hauptbahnhof der CUR in Montevideo. 1897 erbaut und 2003 geschlossen

Die Central Uruguay Railway Company of Montevideo, Ltd. wurde 1876 in London gegründet und übernahm 1878 die 1866 gegründete und in wirtschaftliche Schwierigkeiten geratene uruguayische Ferrocarril Central del Uruguay, die einige Jahre zuvor die in der Regelspurweite gebaute Strecke von Montevideo bis Durazno fertiggestellt hatte. In den Folgejahren erhielt die Gesellschaft von der Regierung in Uruguay die entsprechenden Konzessionen zum Bau weiterer Strecken und baute das Schienennetz konsequent weiter aus. Um 1913 erreichte es bereits eine Länge von über 1500 km. Die CUR besaß zudem ab 1919 eine Mehrheitsbeteiligung an der Midland Uruguay Railway, der Uruguay Northern Railway und der North Western of Uruguay Railway. Somit kontrollierte sie den Großteil des Schienennetzes in Uruguay.
Im Rahmen der von der Regierung unter Luis Batlle Berres 1948 beschlossenen Verstaatlichung aller privaten Eisenbahngesellschaften kam die CUR Anfang 1949 unter staatliche Kontrolle und ging am 19. September 1952 in der neuen staatlichen Eisenbahngesellschaft Administración de Ferrocarriles del Estado auf.

## Streckennetz

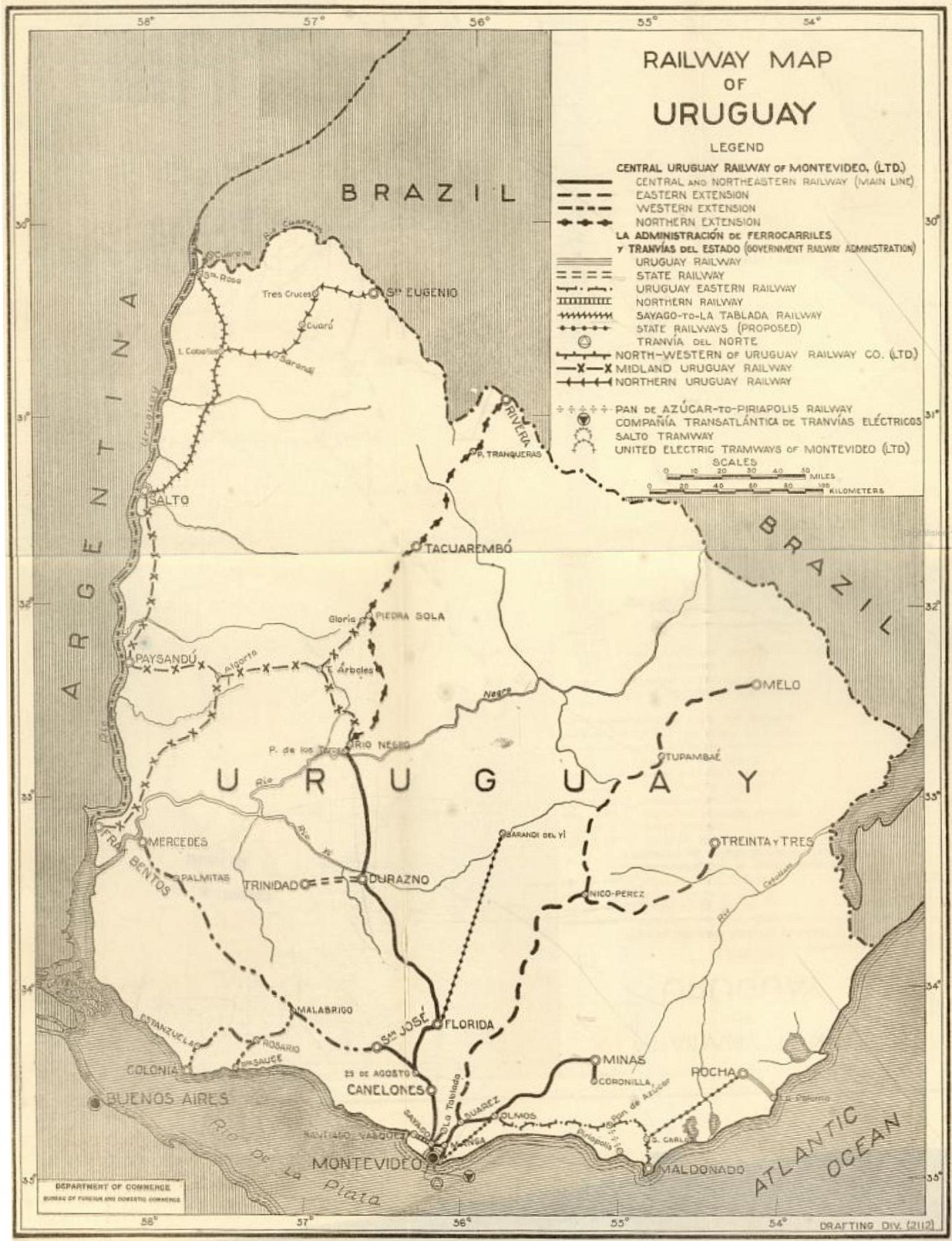
Streckennetz 1927

Das Streckennetz der CUR war unterteilt in vier eigenständige, aber zusammenhängende Bereiche, wobei jeder von einer eigenen Tochtergesellschaft betrieben wurde.
- Die Central Uruguay Railway umfasste Zentral-Uruguay und die Nordosterweiterung. Die zentrale Hauptstrecke verlief von Montevideo nach Norden über Durazno zum Río Negro und hatte eine Abzweigung von Santa Lucia nach San José de Mayo, die ursprünglich als Uruguay Central and Hygueritas Railway bezeichnet wurde.[7] Die 1889 fertiggestellte Nordosterweiterung (North Eastern Uruguay Railway) verband Montevideo über Joaquín Suárez und Olmos mit Minas. Gesamtlänge 439 km.[4]

- Die 1892 fertiggestellte Norderweiterung (Central Uruguay Northern Extension Railway) verlängerte die Hauptstrecke nördlich vom Río Negro nach Rivera an der brasilianischen Grenze. Gesamtlänge 298 km.[5][8]

- Die 1902 fertiggestellte Westerweiterung (Central Uruguay Western Extension Railway) verlief von San José de Mayo nach Mercedes, mit einer Abzweigung zum Hafen von Colonia. Gesamtlänge 340 km.[5][9]

- Die 1911 fertiggestellte Osterweiterung (Central Uruguay Eastern Extension Railway) begann in Joaquín Suárez und verlief nach Melo, mit einer Abzweigung nach Treinta y Tres. Gesamtlänge 501 km.[5][10]

Der bis heute einzige Eisenbahntunnel Uruguays, der Túnel Bañados de Rocha, befindet sich auf der Norderweiterung in der Nähe von Paso del Cerro. Er wurde 1892 eröffnet und ist 228 m lang. Seit 2008 ist er als Monumento Histórico Nacional klassifiziert.

## Fahrzeuge

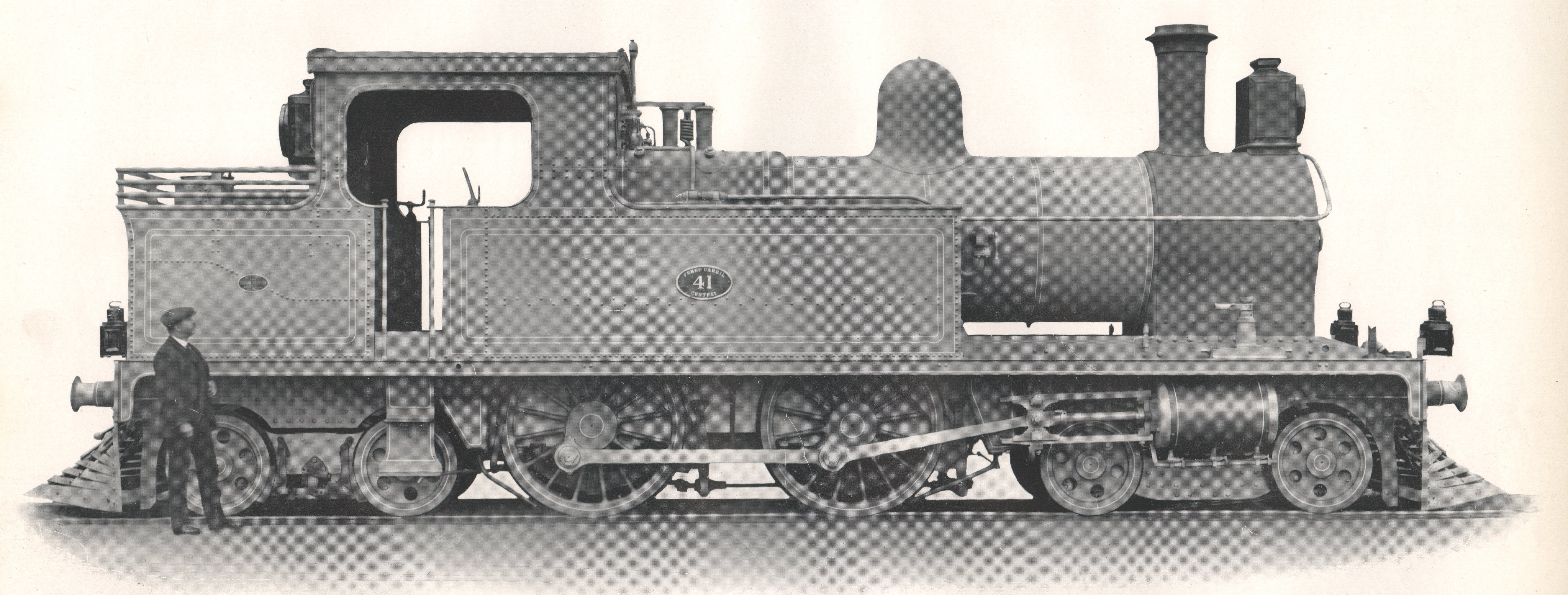
Lokomotive Nr. 41, gebaut 1913 von Vulcan Foundry

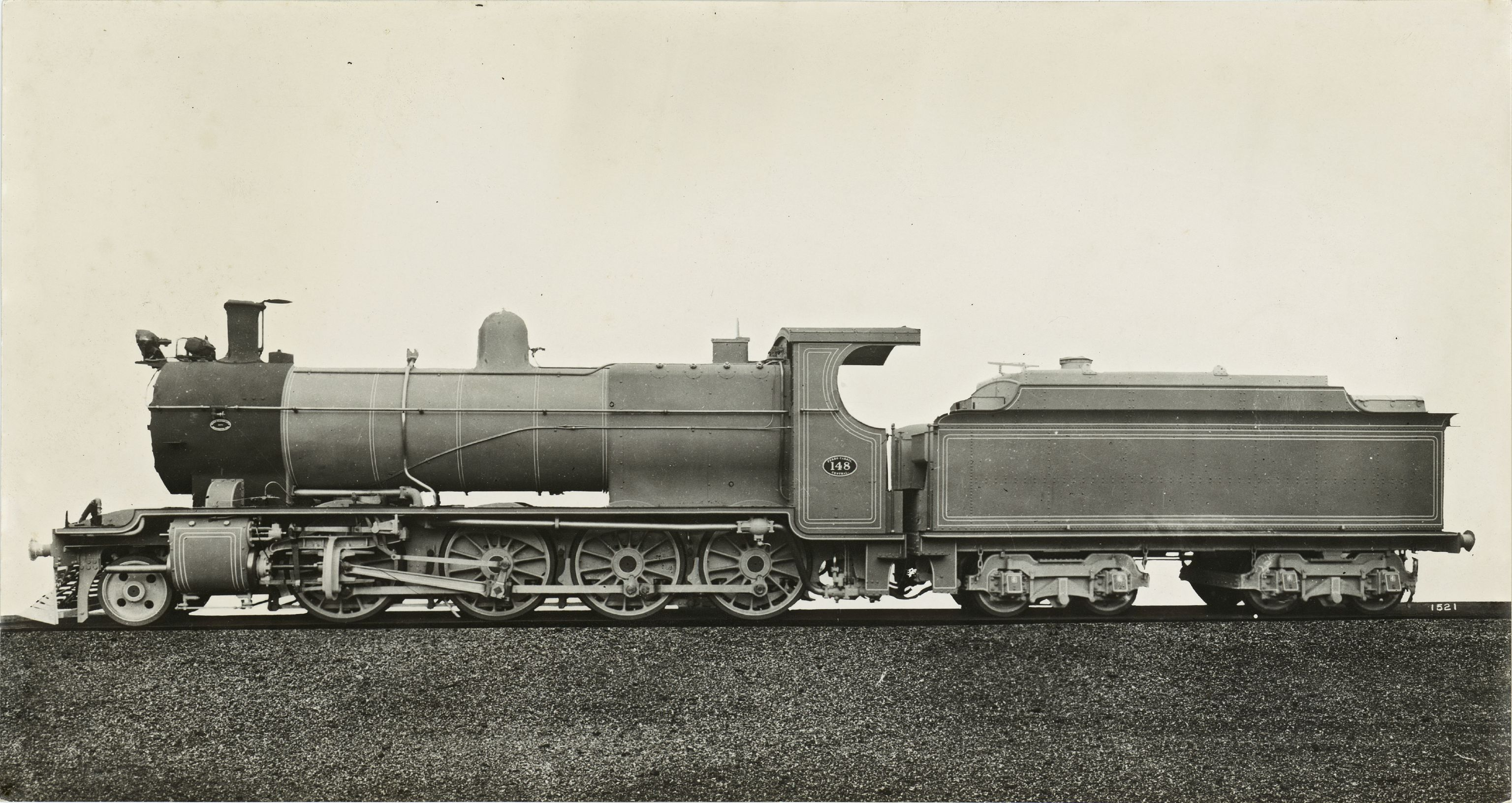
Lokomotive Nr. 148, gebaut 1923 von Beyer-Peacock

Die CUR hatte sowohl kohle- als auch ölgefeuerte Dampflokomotiven im Einsatz, die fast alle in Großbritannien gebaut wurden. Die benötigte Kohle wurde ebenfalls aus Großbritannien importiert und das Öl aus Mexiko.
Auch die Eisenbahnwagen wurden anfangs in Großbritannien gebaut. Ab 1910 baute die Gesellschaft die meisten benötigten Eisenbahnwagen in ihren eigenen Werkstätten in Peñarol, um die damals sehr hohen Zollgebühren zu sparen.
1884 verfügte die CUR über 18 Dampflokomotiven, 31 Personen- und 282 Güterwagen. Bis 1924 erhöhte sich der Bestand auf 138 Lokomotiven, 80 Personen und 2655 Güterwagen. Bei der Verstaatlichung zum 31. Januar 1949 übergab die Gesellschaft rund 170 Lokomotiven und mehrere tausend Eisenbahnwagen an die Regierung.

## Central Uruguay Railway Cricket Club
Am 28. September 1891 gründeten 118 Arbeiter und Angestellte der CUR den Central Uruguay Railway Cricket Club (CURCC), der 1913 in Club Atlético Peñarol umbenannt wurde und bis heute existiert.